# Hogar TV
Hogar TV est une chaîne de télévision généraliste privée algérienne basée à Alger et diffusée de mai 2012 au 3 aout 2015.

## Programmes
- Al-Khaṭṭ al-Burtuqāli
- Ar-Ru’yā fī Mīzan ash-Shar‘
- Caméra Makshūfah
- Ṣeḥtek bīn Yeddīk
- Surviving the Moment of Impact

## Siège
Bordj El Kiffan, Alger.

## Diffusion
- Hogar TV est disponible sur le satellite Nilesat à la fréquence 11393 v 27500.

## Histoire
La chaine Hogar TV est lancée depuis Londres en mai 2012 par l'homme d'affaires Hassène Boumaraf, propriétaire du groupe agroalimentaire Flash Algérie et Mohamed Mouloudi, propriétaire de la maison d’édition Dar El Waii.
Elle a obtenu une autorisation provisoire d'exercice en Algérie le 15 mai 2013 par le ministère de la communication, puis une seconde le 6 juillet 2014 à la suite de la nouvelle loi sur l'audiovisuel.

### Fermeture
Depuis fin juillet 2015 Hogar TV n'émet plus, même si elle reste sur la liste des chaînes lors d'une recherche sur Nilesat.
3 août 2015, arrêt de Hogar TV (après quelques jours sans émission) sur Nilesat.
6 août 2015, apparition d'El Djazairia TV à la place qu'occupait Hogar TV, identifiée comme Hogar TV.